# Elwell Stephen Otis
Elwell Stephen Otis était un major-général américain né le 25 mars 1838 à Frederick dans le Maryland et mort le 21 octobre 1909 à Rochester dans l'État de New York.

## Biographie
Il étudia le droit à l'université de Rochester dans l'État de New York. Il fut diplômé de la faculté de droit de Harvard en 1860 et exerça le droit durant la première année de la guerre civile.

### Guerre de Sécession
Otis rejoignit l'armée de l'Union en 1862 et fut nommé capitaine au sein du 140th New York Regiment. Il combattit à la bataille de Fredericksburg, de Chancellorsville et de Gettysburg. Il fut promu lieutenant-colonel de son régiment le 23 décembre 1864. Lors de la bataille de Spotsylvania, le colonel de son régiment fut tué et il dut en prendre le commandement.
Il combattit dans toutes les batailles de l'Overland Campaign de 1864. Il prit le commandement de la 1re brigade de la 2e division du Ve Corps lors de siège de Petersburg et mena cette dernière au combat lors de la bataille de Peebles' Farm. Il fut grièvement blessé au cours de cet engagement et ne put plus participer à une action de terrain avant la fin de la guerre civile, il obtint une promotion au rang de brigadier-général breveté pour ses actes de bravoure à Chappell House lors de cette bataille. Une fois guérit de ses blessures, il fut nommé lieutenant-colonel du 22nd U.S. Infantry en 1867.

### Guerres indiennes
Il continua à servir dans l'armée lors des guerres indiennes, toujours au sein du 22e régiment d'infanterie US et participa à la campagne du Montana consécutive à la bataille de Little Big Horn. Il fut nommé colonel du 20th U.S. Infantry le 8 février 1880 et brigadier-général dans l'armée régulière le 28 novembre 1893. On lui confia ensuite la direction du Department of the Columbia puis du Department of Colorado.

### Guerre hispano-américaineetaméricano-philippine
Lors de la guerre hispano-américaine, il fut nommé major-général le 4 mai 1898 et envoyé aux Philippines avec des renforts pour le général Wesley Merritt. Il prit ensuite le commandement de la VIIIe Corps en remplacement de Merritt, qui devint le gouverneur militaire des Philippines. Ce dernier ne servit que brièvement à ce poste et de retourna aux États-Unis et le général Otis le remplaça à ce poste à partir du 28 août 1899.
Il conserva également le commandement du Corps VIII pendant la guerre américano-philippine et mena l'armée américaine lors de la bataille de Manille (en) en 1899 ainsi que lors de la première phase de l'insurrection avant que les combats ne deviennent principalement de la guérilla.
Lorsque Emilio Aguinaldo en envoya un émissaire au général Otis pour lui suggérer un cessez-le-feu lors de la bataille de Manille, ce dernier lui répondit: "les combats, une fois commencé, doivent se poursuivre jusqu'à leur sinistre fin.".
Il couvrit également la plupart des atrocités commises au début de la guerre par des soldats américains: «La conduite des hommes du Washington Volunteers a fait l'objet d'enquêtes spéciales pendant un certain temps. Ils nient toutes brutalités excessives ou cruautés. Il y a pourtant de fortes indications qu'ils pratiquaient ces infractions dans une certaine mesure».

### Fin de carrière
Il fut relevé de son commandement en 1900 et remplacé par Arthur MacArthur, Jr. (en). Il retourna ensuite aux États-Unis et commanda le Department of the Lakes. Il fut nommé major-général dans l'armée régulière en 1906.
Elwell Otis était un administrateur capable et un général compétent. Cependant il était généralement détesté par ses subordonnés et ses pairs, il était aussi mal aimé de la presse. Il était surnommé "granny" ("mamie") par ses troupes en raison de son âge et de ses cheveux grisonnants. Il décéda à Rochester dans l'état de New York le 21 octobre 1909 d'une douloureuse l'angine de poitrine.

## Famille
Elwell Otis se maria deux fois, sa première femme fut Louise Selden. Ils se marièrent en 1870 et eurent deux filles:
- Laura Lu Otis, née en 1872 dans le Dakota du nord, elle épousa Harry K. Elston.
- Mary L. Otis, née en 1875 à New York, elle épousa Ralph Isham.

Sa seconde femme fut Louisa Bowman, fille de Alexander Hamilton Bowman et de Marie Louisa Collins. Ils se marièrent en 1878 et eurent une fille :
- Louise B. Otis, née le 21 février 1882 dans le Kansas et morte le 27 décembre 1963 à Santa Barbara en Californie. Elle épousa George Wagner.

Louisa "Lulu" Otis, la veuve d'Elwell Otis mourut à Santa Barbara en Californie le 8 juin 1934.

## Sources
- (en) Cet article est partiellement ou en totalité issu de l’article de Wikipédia en anglais intitulé « Elwell Stephen Otis » (voir la liste des auteurs).